# أكاديمي (شركة)
أكاديمي (بالإنجليزية: Academi)‏ هي شركة أمن أمريكية عسكرية خاصة يقع مقرها الرئيسي في ولاية كارولاينا الشمالية بالولايات المتحدة، أسسها في عام 1997 ضابط البحرية الأمريكي السابق إريك دين برنس وفق القوانين الأمريكية التي تسمح بمصانع وشركات عسكرية خاصة ، عرفت سابقًا باسم بلاك ووتر، ثم أعيدت تسميتها إكس أي للخدمات عام 2009، وتعرف حاليا باسم أكاديمي منذ عام 2011 بعد أن حصلت الشركة على مجموعة من المستثمرين الخاصين.
تعد الشركة إحدى أبرز الشركات العسكرية الخاصة في الولايات المتحدة حيث تمتلك أكبر موقع خاص للرماية في الولايات المتحدة يمتد على مساحة 24 كيلو متر مربع في ولاية كارولاينا الشمالية.
تعمل الشركة في جميع أنحاء العالم، وتقدم خدماتها الأمنية من تدريب وعمليات خاصة إلى الحكومة الإتحادية للولايات المتحدة والأفراد على أساس تعاقدي. حيث قدمت أكاديمي خدماتها إلى وكالة الاستخبارات المركزية منذ عام 2003، بما في ذلك عقد بمبلغ 250 مليون دولار () عام 2010. كما تلقت الشركة عام 2013 عقدًا بقيمة 150 مليون دولار تقريبا لحراس أمن وزارة الخارجية الأمريكية. ويبلغ معدل الدخل اليومي للعاملين في هذه الشركة بين 300 و 1000 دولار.
تعرضت الشركة لإنتقادات واسعة بعد نشر كتاب «بلاكووتر ـ أخطر منظمة سرية في العالم» للمراسل والصحفي والكاتب السياسي الأمريكي جيريمي سكاهيل الذي ذكر عدة معلومات موثقة ضد الشركة أبرزها دعمها للجيش الأمريكي بالعراق مقابل خضوع جنودها للحصانة من الملاحقات القضائية. كما حصلت أكاديمي على شهرة واسعة النطاق في عام 2007، عندما أدين مجموعة من موظفيها بقتل 14 مدنيا عراقيا في ساحة النسور، ببغداد، أدين منهم أربعة حراس في محكمة أمريكية.
أعلن المؤسس والرئيس التنفيذي للشركة إيريك برينس ورئيسها غاري جاكسون، استقالتهم في 1 مارس، ورغم ذلك بقى برينس عضوا في مجلس اكس اى حتى محاولة تفكيك المجموعة في أغسطس 2010. لكن اقتناء الشركة من قبل منافستها شركة تريبل كانوبي حال دون تفكيكها، لتصبح شركة أكاديمي في عام 2014 تحت لواء مجموعة كونستليس القابضة إلى جانب شركة تريبل كانوبي وشركات أمن أخرى كانت نتيجة لعملية إستحواذ مجموعة كونستليس.

## حرب العراق
قام حراس شركة بلاكووتر الأمنيون بإطلاق نار عشوائي في ساحة النسور ببغداد في 17 أيلول/سبتمبر عام 2007 مما أدى إلى مقتل 17 عراقياً وجرح آخرون وتقول الشركة ان إطلاق النار كان رداً على هجوم تعرض له موكبها في حين تنفي مصادر أخرى هذا الإدعاء وتقول أن الحراس أطلقوا النار بشكل عشوائي وبدون سبب. على إثر هذا الحادث طالبت الحكومة العراقية شركة بلاك ووتر بوقف فوري لأعمالها في العراق والخروج منه باستثناء المتورطين في الحادث الذين يراد محاسبتهم. ثم تم تغيير الطلب إلى تعويض قيمته 8 ملايين دولار أمريكي على كل قتيل، إثر هذا الخلاف فتحت الحكومة الأمريكية تحقيقاً في الحادث وأرسلت لجنة خاصة للعراق للتحقيق.
وفي تاريخ 11 أكتوبر/تشرين الأول 2007 رفعت قضية رسمية في محكمة أمريكية ضد شركة بلاك ووتر بخصوص حادثة ساحة النسور ببغداد نيابة عن الضحايا العراقيين.

## وصلات خارجية
- موقع شركة بلاك واتر يو أس أيه
- الموقع الرسمي
- U.S. Training Center's official website
- Greystone Limited's website (international division)

إعلام
- "Shadow Company" Award-winning Documentary Film directed and written by Nick Bicanic (the only film with footage of Blackwater employees training and operating in Iraq) – praised for balance by both Democrats and Republicans – ranging from منظمة العفو الدولية to Blackwater.
- "Private Warriors" episode of Frontline (June 21, 2005), includes piece on Blackwater USA